# .dating
.dating – internetowa domena najwyższego poziomu, przeznaczona dla serwisów związanych tematycznie z portalami randkowymi. Domena została zatwierdzona przez ICANN 5 grudnia 2013 roku. Dodana do serwerów głównych w styczniu 2014 roku.